# Força Aérea Argelina
A Força Aérea Argelina (em árabe: القوات الجوية الجزائرية, Al Quwwat aljawwiya aljaza'eriiya; francês: Forces Aériennes) é o braço aéreo das Forças Armadas da Argélia. Foi criada após a Argélia conquistar a independência da França, em 1962.